# Neue Berliner Pferdebahn
Die Neue Berliner Pferdebahn-Gesellschaft, abgekürzt NBPfG beziehungsweise NBPf, war ein Berliner Pferdebahnunternehmen. Es betrieb ab 1877 vom Alexanderplatz ausgehend mehrere Linien in Richtung Weißensee und Lichtenberg. Die Gesellschaft versuchte in den ersten zwei Jahren ihres Betriebes den so genannten Perambulatorbetrieb, also einen Mischbetrieb zwischen Straßenbahn und Omnibus, einzuführen. Ab 1894 wurde der Betrieb von der Großen Berliner Pferdeeisenbahn (GBPfE) übernommen. Die NBPfG selbst wurde 1900 aus dem Handelsregister gelöscht.

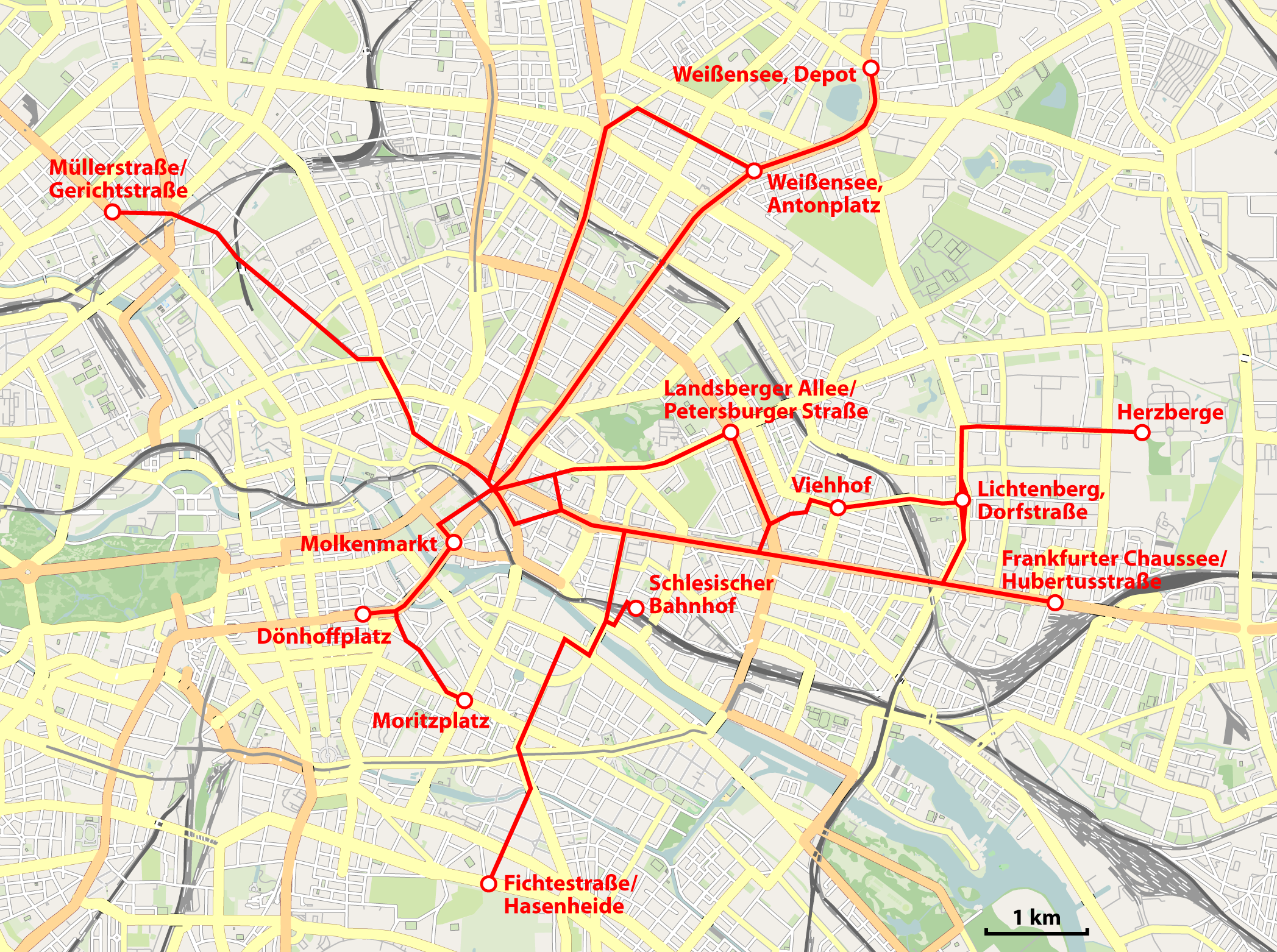
Streckennetz der Neuen Berliner Pferdebahn im Jahr 1895 auf das Straßennetz von 2010 projiziert

## Geschichte

### Vorgeschichte
Ende des 18. Jahrhunderts entstanden zwischen Berlin und Lichtenberg mehrere Kolonien entlang der Frankfurter Allee. Im Einzelnen waren dies Boxhagen an der heutigen Boxhagener Straße, Friedrichsberg auf Höhe des heutigen Bahnhofs Frankfurter Allee, Lichtenberg-Kietz entlang der Lückstraße, Rummelsburg am Rummelsburger See sowie Neue Welt und Klein-Frankfurt auf Höhe des heutigen Frankfurter Tores. Ab 1870 wurden in diesem Gebiet sowie in Lichtenberg die ersten Mietskasernen errichtet. Zur gleichen Zeit erwarb der Hamburger Unternehmer Gustav Adolf Schön das Rittergut Weißensee. Dieser wiederum verkaufte ein etwa 38 Hektar großes Gebiet an Ernst Wilhelm Johannes Gäbler, welcher ebenfalls den Bau von Mietskasernen vorantrieb.
Als erste Verkehrsanbindung stand für beide Gebiete die 1871 in Betrieb genommene Ringbahn zur Verfügung. Der Bahnhof Friedrichsberg (heute Frankfurter Allee) deckte das betroffene Gebiet jedoch nur unzureichend ab, der Bahnhof Weißensee (heute Greifswalder Straße) befand sich außerhalb des Weißenseer Gemeindegebiets in damals noch unbebautem Gebiet. Als Verbindung nach Berlin richtete der Fuhrunternehmer Weigel ab dem 1. November 1873 zunächst eine Pferdeomnibuslinie vom Alexanderplatz nach Weißensee ein.

### Anfänge mit Perambulatorbetrieb
| Linie/ Signaltafel | Verlauf                                                                               | Wagen- folge | Länge (in km) |
| ------------------ | ------------------------------------------------------------------------------------- | ------------ | ------------- |
| Weiß               | Alexanderplatz – Greifswalder Straße – Bf Weißensee – Antonplatz – Weißensee, Schloss | 24           | 5,0           |
| Grün               | Alexanderplatz – Große Frankfurter Straße – Frankfurter Tor                           | 8            | 2,0           |

Die wachsende Bevölkerung in den beiden Gemeinden ließ kurze Zeit nach Inbetriebnahme der Pferdeomnibuslinie die Anlage von leistungsfähigeren Pferdebahnen gewinnbringend erscheinen. Gäbler trat hierbei als Initiator der Pferdebahn auf und erhielt am 7. Juli sowie am 30. Oktober 1875 von der Ministerial-Bau-Comission die Konzession für zwei Linien vom Alexanderplatz nach Weißensee beziehungsweise Friedrichsberg. Da sowohl die Bahn als auch die Grundstücke in Weißensee in seinem Besitz waren, erhoffte sich Gäbler eine leichtere Vermietung seiner Wohnungen. Die polizeiliche Konzession für die Weißenseer Linie wurde am 22. Dezember 1875 erteilt, etwa ein dreiviertel Jahr später wurde die Neue Berliner Pferdebahn-Gesellschaft zur Finanzierung beider Strecken am 5. August 1876 gegründet. Die Erben des im selben Jahr verstorbenen Gäbler übertrugen am 25. Oktober 1876 ihre Rechte an die Gesellschaft. Wann der Bau der Weißenseer Linie in Angriff genommen wurde, ist unklar; die Abnahme der Strecke fand am 29. Dezember 1876 statt. Die offizielle Eröffnung wurde am 1. Januar 1877 mit einer Fahrt zum Weißenseer Schloss vollzogen. Die rund fünf Kilometer lange Strecke wurde in 25 Minuten zurückgelegt. Der parallel geführte Omnibusbetrieb wurde zum gleichen Zeitpunkt eingestellt.
Große Aufmerksamkeit erregte der bei der Linie durchgeführte Perambulatorbetrieb (von lateinisch per = mit, mittels, durch und ambulare = reisen, wandern; demzufolge in etwa: Auslenkbetrieb), welcher die Vorteile von Schiene (ruhiger Lauf) und Straße (Flexibilität) gleichermaßen nutzen sollte. Zwischen dem Königstor und Weißensee war ein Gleis verlegt, den Abschnitt vom Alexanderplatz zum Königstor legten die Fahrzeuge auf der Straße zurück. Die sechs eingesetzten Wagen besaßen hierfür ein vorne links angebrachtes Führungsrad, welches beim Verlauf auf den Schienen herabgelassen wurde, um die Spur zu halten, während die übrigen Räder auf dem Gleis auflagen. Durch Anheben des Führungsrades konnten die Wagen das Gleis verlassen, auf die Anlage von Ausweichen konnte somit verzichtet werden. Die NBPf dürfte sich nicht zuletzt für dieses System entschieden haben, weil sich der Bau von Schienen in der Innenstadt sowie von Ausweichen entlang der Strecke als teuer erwies.
Der Betrieb mit dem „fünften Rad am Wagen“ erwies sich jedoch nach einiger Zeit als nicht zufriedenstellend. Das Führungsrad neigte des Öfteren dazu, aus der Schiene zu springen. Zudem schlingerte die hintere Wagenachse, wodurch sich auch auf Schienen ein unruhiger Lauf der Fahrzeuge ergab. Die NBPf entschied sich daher noch 1877 zur Umrüstung der Strecke auf herkömmlichen Pferdebahnbetrieb und begann mit dem Verlegen von Gleisen zum Alexanderplatz sowie von Ausweichen entlang der Strecke. Die Auslenkwagen wurden umgebaut und später als Pferdebahnwagen weiterverwendet.

### Erweiterung des Netzes
| Linie/ Signaltafel | Verlauf | Wagen- folge | Länge (in km) |
| ------------------ | --- | ------------ | ------------- |
| Weiß               | Alexanderplatz – Greifswalder Straße – Bf Weißensee – Antonplatz – Schloss – Weißensee, Depot                                   | 12           | 5,7           |
| Grün               | Molkenmarkt – Alexanderplatz – Große Frankfurter Straße – Frankfurter Tor – Bf Friedrichsberg                                   | 10           | 5,5           |
| Rot/Weiß           | Molkenmarkt – Alexanderplatz – Große Frankfurter Straße – Frankfurter Tor – Baltenplatz – Viehhof                               | 10           | 4,6           |
| Gelb/Roter Strich  | Rathaus, Königstraße – Alexanderplatz – Landsberger Straße – Bf Landsberger Allee – Petersburger Straße – Baltenplatz – Viehhof | 24           | 4,9           |
| Weiß/Grün          | Rathaus, Königstraße – Alexanderplatz – Landsberger Straße – Bf Landsberger Allee – Landsberger Allee Ecke Petersburger Straße  | 8            | 3,2           |

Die zweite Strecke der NBPf wurde vermutlich am 18. Juli 1878 zwischen Alexanderplatz und Frankfurter Tor als Pferdebahn eröffnet. Da beide Linien zunächst nicht durch Gleise miteinander verbunden waren, wurde in der Kleinen Frankfurter Straße ein eigener Betriebshof für diese Linie errichtet. Am 1. Juni 1879 erfolgte die erste Verlängerung der Linie zur Kreuzung Frankfurter Allee/Proskauer Straße. Zu diesem Zeitpunkt liefen bereits Verhandlungen zwischen der NBPf und der Stadt Berlin zur Einrichtung einer Linie in Richtung Wedding, deren Realisierung jedoch noch einige Jahre auf sich warten ließ.
Am 31. Mai 1881 unterzeichneten Stadt und Gesellschaft einen Zustimmungsvertrag über den Bau von zwei Strecken zum neuen Zentralvieh- und Schlachthof nordwestlich von Lichtenberg. Zusätzlich sicherte die Stadt der NBPf den Betrieb auf den bestehenden und sämtlichen neu zu errichtenden Strecken bis zum 31. Dezember 1909 zu. Die eine neue Strecke fädelte aus der Friedrichsberger Strecke Höhe Thaerstraße aus und führte über den Baltenplatz zur Endstelle am Forckenbeckplatz. Die zweite Strecke führte ab Alexanderplatz über die Landsberger Straße und Landsberger Allee bis zur Petersburger Straße und von dort aus weiter über den Baltenplatz ebenfalls zum Viehhof am Forckenbeckplatz. Die Eröffnung der südlichen Zufahrt über die Thaerstraße sowie des ersten Abschnitts der nördlichen Strecke vom Alexanderplatz zum Landsberger Tor fand am 15. Dezember 1881 statt. Die Verlängerung bis zur Kreuzung Landsberger Allee Ecke Petersburger Straße folgte am 8. Juni 1882, die des fehlenden Streckenabschnittes entlang der Petersburger Straße zwischen dem 1. Juli 1882 und dem 31. März 1883. Der Betrieb wurde zu diesem Zeitpunkt auf insgesamt vier Linien durchgeführt. Diese wurden ab dem 24. Oktober 1883 mit der Eröffnung der ersten GBPfE-Linie und der Herstellung einer Gleisverbindung zwischen beiden Streckennetzen weiter in die Innenstadt verlängert, wo sie an wechselnden Punkten endeten. Infolge dieser Streckenerweiterungen nahm die NBPf vor der Berliner Pferde-Eisenbahn die zweite Stelle der Berliner Straßenbahnen ein, der Anteil am Gesamtverkehr betrug allerdings nie mehr als sieben Prozent.

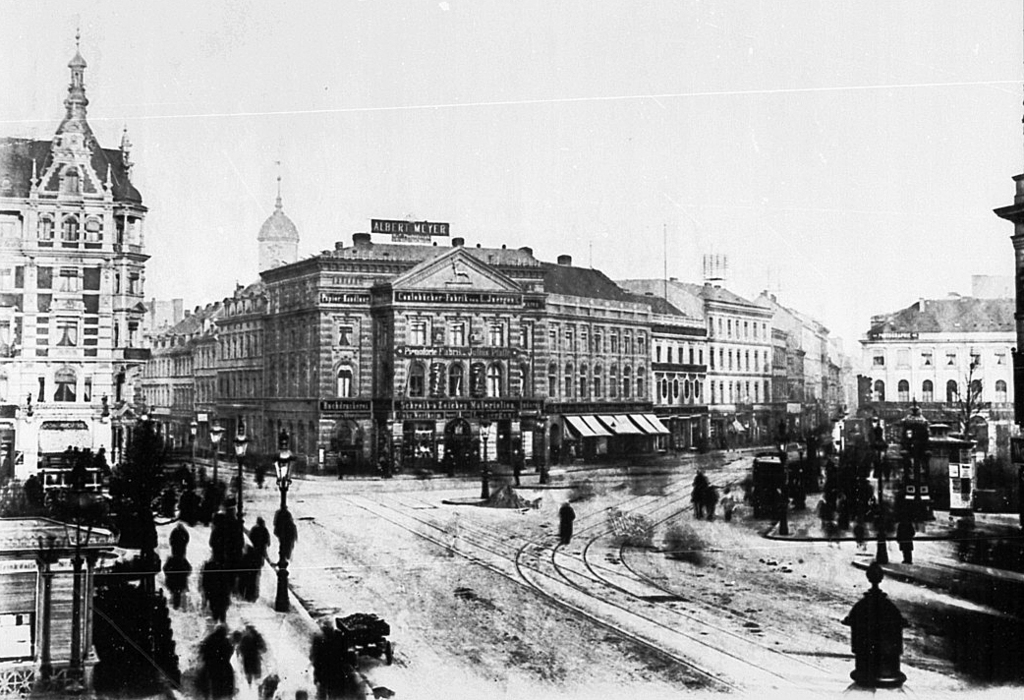
Blick vom Alexanderplatz auf die Neue Königstraße (li.) und Landsberger Straße (re.), um 1880

Am 15. August 1885 wurde ein Ergänzungsvertrag zwischen Berlin und der NBPf abgeschlossen, welcher auf dem Abkommen von 1881 basierte. Darin wurde der Gesellschaft der Bau von zwei Strecken gestattet, zum einen vom Alexanderplatz zur Kreuzung Müllerstraße Ecke Gerichtstraße sowie von der Frankfurter Allee durch die Boxhagener Straße nach Rummelsburg. Die Strecken der GBPfE sollten dabei teilweise mit genutzt werden. Als spätester Termin für den Baubeginn wurde der 1. Oktober 1887 festgelegt. Die NBPf nahm jedoch den Bau der Rummelsburger Strecke nicht vor, ebenso kam es beim Bau der Weddinger Strecke zu Verzögerungen. Der erste 2,3 Kilometer lange Abschnitt vom Alexanderplatz über die Münzstraße, Rosenthaler Straße, Brunnenstraße, Invalidenstraße und Ackerstraße zur Gartenstraße wurde am 16. Oktober 1888 eröffnet. Zwischen Rosenthaler Platz und Ecke Invaliden- und Ackerstraße nutzte die Bahn die Gleise der GBPfE mit. Im selben Jahr ging eine Verlängerung der Weißenseer Strecke von der Großen Seestraße über die Heinersdorfer Straße zur Rennbahn in Betrieb. Der kurze Abschnitt wurde von einer Sonderlinie zwischen Bahnhof Weißensee und Rennbahn bei Veranstaltungen bedient. Der Sonderverkehr hielt sich vermutlich bis 1895.
1890 wurde der Bau der Verlängerung vom Viehhof durch die Eldenaer und Scheffelstraße zum Lichtenberger Dorfkern am heutigen Loeperplatz genehmigt. Ab dem 1. Mai 1890 wurde eine neu eingerichtete Linie vom Moritzplatz über Alexanderplatz und Viehhof bis zur Lichtenberger Dorfstraße betrieben.

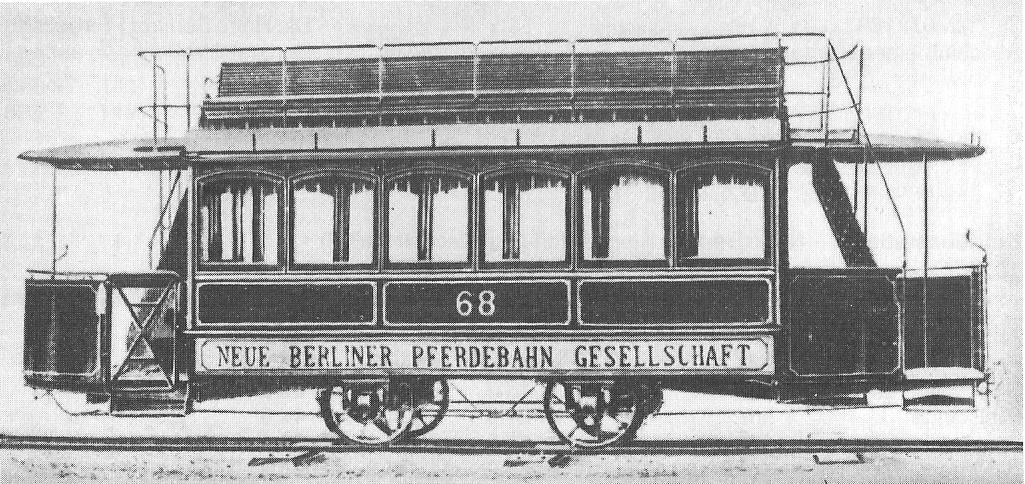
Decksitzwagen 68, Baujahr 1882

Die nächste größere Erweiterungsphase des Netzes wurde am 7. April 1892 genehmigt und betraf den Bau dreier Strecken: vom Schönhauser Tor über die Weißenburger Straße zur Danziger Straße, vom Alexanderplatz über die Prenzlauer Allee zum Antonplatz in Weißensee sowie vom Bahnhof Friedrichsberg durch die Lichtenberger Dorfstraße zur Irren-Anstalt Herzberge. Gleichzeitig wurde die NBPf von der Verpflichtung zum Bau der Rummelsburger Strecke entbunden, zumal diese die Wirtschaftlichkeit dieser Verbindung anzweifelte.
Mit Wirkung vom 14. November 1892 unterstellte sich die Neue Berliner Pferdebahn dem am 28. Juli 1892 veröffentlichten Preußischen Kleinbahngesetz. Die preußische Gewerbeordnung traf damit auf den Betrieb nicht mehr zu, neue Konzessionen mussten nun beim preußischen Polizeipräsidium eingeholt werden. Zunächst sah die Gesellschaft vom Bau weiterer Strecken ab, da eine zeitnahe Elektrifizierung des Netzes angedacht war und für diesen Betrieb ohnehin neue Konzessionen notwendig gewesen wären. Die vorerst letzten Neubaustrecken betrafen die erwähnte Verbindung nach Herzberge sowie die Verlängerung der Linie durch die Frankfurter Allee zur Grenze von Friedrichsfelde an der Ecke Hubertusstraße. Zum Ende des Jahres 1893 betrieb die NBPf insgesamt neun Linien.

### Übernahme durch die Große Berliner Pferde-Eisenbahn
| Linie/ Signaltafel | Verlauf | Wagen- folge | Länge (in km) |
| ------------------ | --- | ------------ | ------------- |
| Weiß               | Molkenmarkt – Alexanderplatz – Greifswalder Straße – Bf Weißensee – Antonplatz – Schloss – Weißensee, Depot                                                                    | 6            | 6,5           |
| Grün/Rot           | Dönhoffplatz – Spittelmarkt – Molkenmarkt – Alexanderplatz – Große Frankfurter Straße – Frankfurter Tor – Bf Frankfurter Allee – Frankfurter Chaussee Ecke Hubertusstraße      | 10           | 7,8           |
| Rot/Weiß           | Dönhoffplatz – Spittelmarkt – Molkenmarkt – Alexanderplatz – Große Frankfurter Straße – Frankfurter Tor – Baltenplatz – Viehhof – Lichtenberg, Dorfstraße                      | 10           | 7,4           |
| Gelb               | Moritzplatz – Spittelmarkt – Molkenmarkt – Alexanderplatz – Landsberger Straße – Bf Landsberger Allee – Petersburger Straße – Baltenplatz – Viehhof                            | 40           | 7,2           |
| Weiß/Grün          | Moritzplatz – Spittelmarkt – Molkenmarkt – Alexanderplatz – Landsberger Straße – Bf Landsberger Allee – Landsberger Allee Ecke Petersburger Straße                             | 5            | 5,5           |
| Gelb/Roter Strich  | Müllerstraße Ecke Gerichtstraße – Gartenplatz – Ackerstraße – Rosenthaler Platz – Alexanderplatz – Große Frankfurter Straße – Andreasstraße – Schlesischer Bf                  | 8            | 7,0           |
| Gelb               | Gartenplatz – Ackerstraße – Rosenthaler Platz – Alexanderplatz – Große Frankfurter Straße – Andreasstraße – Schillingbrücke – Köpenicker Straße – Fichtestraße Ecke Hasenheide | 8            | 8,4           |
| Weiß/Blauer Strich | Molkenmarkt – Alexanderplatz – Prenzlauer Allee – Bf Prenzlauer Allee – Langhansstraße – Weißensee, Antonplatz                                                                 | 12           | 6,0           |
| Weiß               | Bf Frankfurter Allee – Lichtenberg, Dorfstraße – Herzbergstraße – Herzberge | 30           | 3,2           |

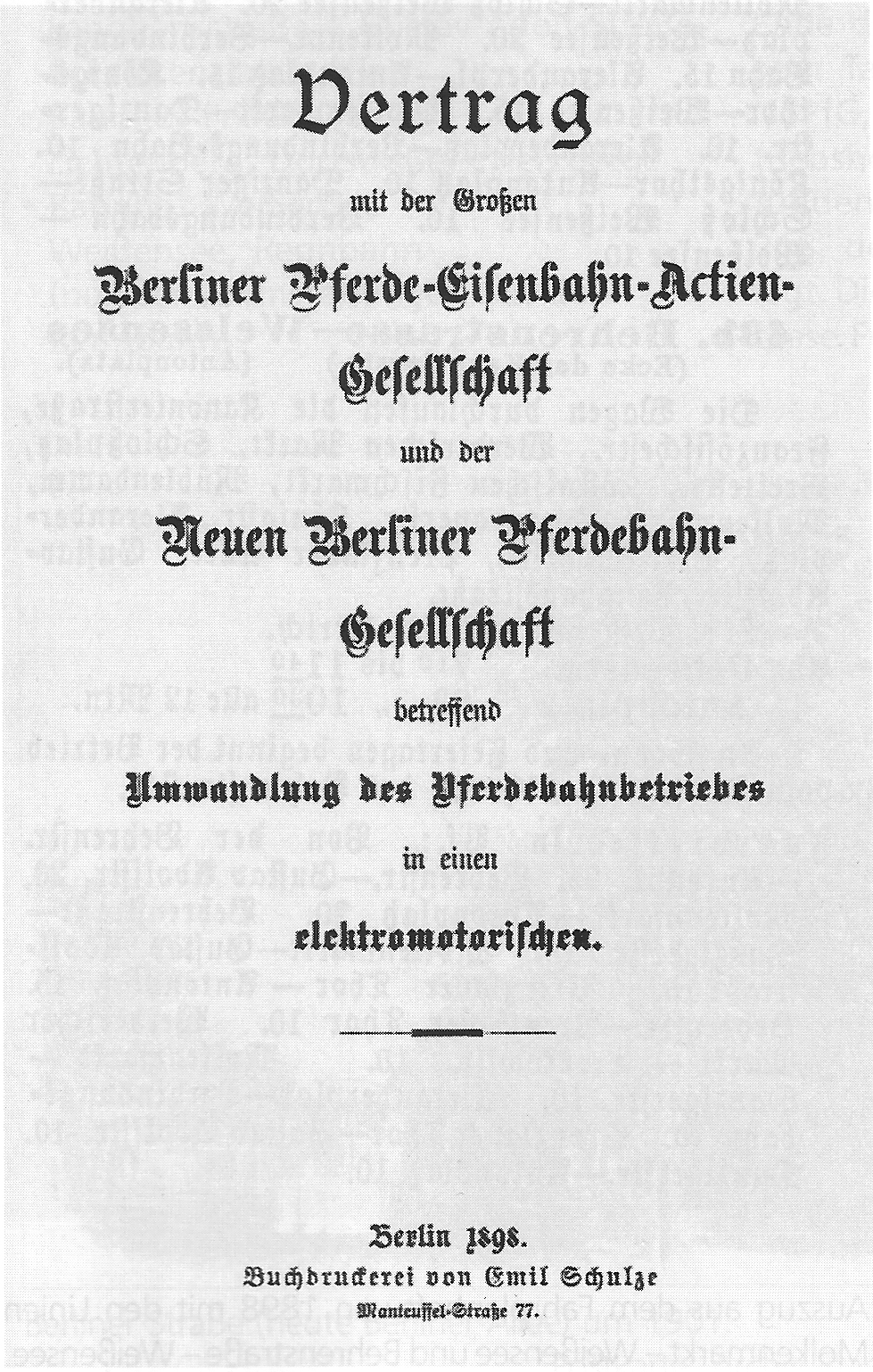
Deckblatt des Elektrifizierungsvertrages der GBPfE und der NBPf

Ab den 1890er Jahren begann die Große Berliner Pferde-Eisenbahn einen Großteil der anliegenden Betriebe aufzukaufen und sich einzuverleiben. Die NBPf, zu diesem Zeitpunkt das drittgrößte Berliner Straßenbahnunternehmen, stellte dabei den ersten größeren Betrieb dar. Nachdem die GBPfE die Aktienmehrheit der NBPf innehatte, verlegte sie am 1. Februar 1894 die Verwaltung dieser vom Betriebshof in der Kleinen Frankfurter Straße 1 zum Direktionssitz der GBPfE in der Friedrichstraße 218. Die Leitung wurde von den Direktoren der GBPfE übernommen.
In dieser Zeit nahm die NBPf weitere drei Strecken in Betrieb. Am 22. Oktober 1894 wurde der Betrieb auf der Strecke vom Schönhauser Tor durch die Weißenburger Straße zur Kreuzung Prenzlauer Allee Ecke Danziger Straße aufgenommen. Die Verbindung wurde ausschließlich von der GBPfE genutzt, zunächst auf der Linie Hermannplatz – Alexanderplatz – Schönhauser Tor – Danziger Straße Ecke Prenzlauer Allee. Am 22. Dezember 1894 folgte die 1892 genehmigte Verlängerung vom Gartenplatz zur Kreuzung Müllerstraße/Gerichtstraße. Den Abschluss bildete die ebenfalls 1892 genehmigte Linie entlang der Prenzlauer Allee zum Antonplatz am 1. Dezember 1895.
| Weiß                                          | 62 |
| Grün/Rot                                      | 70 |
| Weiß/Rot                                      | 66 |
| ¹                                             | 65 |
| Weiß/Grün                                     | 64 |
| Gelb/Roter Strich                             | 31 |
| Gelb                                          | 30 |
| ²                                             | 61 |
| Weiß                                          | 71 |
| ¹ bis 1897 Gelb ² bis 1896 Weiß/Blauer Strich |    |

Ab 10. September 1895 betrieb Siemens & Halske die erste auf Berliner Gebiet verkehrende elektrische Straßenbahnlinie. Die GBPfE, welche dem neuen Antriebssystem zunächst skeptisch gegenüberstand und die hohen Investitionskosten für die Elektrifizierung scheute, wurde dadurch zunehmend unter Druck gesetzt, die neue Traktionsart ebenfalls einzuführen. Hinzu kam, dass der Zustimmungsvertrag mit der Stadt Berlin 1911 auslief und daher ohnehin Investitionen getätigt werden mussten. Es kam daher zum Abschluss des so genannten „Elektrifizierungsvertrages“ zwischen der Stadt Berlin einerseits und der GBPfE und der NBPf andererseits. Die Unterzeichnung erfolgte am 2. Juli 1897 sowie am 19. Januar 1898. Neben der Verpflichtung zum Abschluss der vollständigen Elektrifizierung beider Streckennetze bis zum Ende des Jahres 1902 und der Auflage zur Verschmelzung beider Betriebe wurden der Bau einiger Ergänzungsstrecken genehmigt und der Betrieb bis zum 31. Dezember 1919 gewährt.
Die Große Berliner Pferde-Eisenbahn nahm einige Tage später am 25. Januar 1898 den Namen Große Berliner Straßenbahn (GBS) an. Zum 1. Januar 1900 übernahm sie offiziell die Neue Berliner Pferdebahn-Gesellschaft. Deren Name wurde am 13. März 1900 aus dem Handelsregister gelöscht. Das Wagenmaterial einschließlich der Pferde wurde zunächst von der GBS weiterverwendet. Zwischen dem 24. Januar 1900 und dem 3. November 1901 erfolgte die Elektrifizierung der ehemaligen NBPf-Strecken. Eine Ausnahme bildete die Landsberger Straße ab Büschingplatz sowie die Landsberger Allee, auf denen seit dem 21. Oktober 1899 die Straßenbahn Berlin–Hohenschönhausen der Continentalen Gesellschaft für elektrische Unternehmungen fuhr. 1902 erhielten die Linien anstelle der Signaltafeln Liniennummern.
Die Neue Berliner Pferdebahn war zeit ihres Bestehens trotz ihrer Ausmaße ein im Gegensatz zur GBPfE weniger erfolgreiches Unternehmen. Der zunächst überhöhte Tarif verhinderte, dass die vor allem aus Arbeiterfamilien bestehende Lichtenberger und Weißenseer Bevölkerung die Bahn nutzte, und somit lagen die Ausgaben innerhalb der ersten Dekade über den Einnahmen. Erst mit der Verlängerung der Linien in die Innenstadt waren Einnahmen und Ausgaben relativ ausgewogen. Im Zuge der Übergangszeit zur GBS war die Gesellschaft schließlich imstande, eine namhafte Dividende auszuzahlen.
Mit Ausnahme der Weddinger Strecke sowie der Straßenbahn im Zuge der heutigen Karl-Marx-Allee und Frankfurter Allee sind sämtliche Strecken der ehemaligen NBPf mit teilweise abgeändertem Verlauf nach wie vor in Betrieb.

## Betrieb
| Jahr¹ | Wagen | Pferde | Strecken- länge (in km)² | Gleis- länge (in km)² | Linien- länge (in km)² | Bef. Pers. (in Mio.) | Wagen-km (in Mio.) | Bef. Pers./ Wagen-km |
| --- | ----- | ------ | ------------------------ | --------------------- | ---------------------- | -------------------- | ------------------ | -------------------- |
| 1877/78 | 6     | k. A.  | 5,5                      | k. A.                 | 5,5                    | 0,42                 | 0,27               | 1,56                 |
| 1879/80 | 39    | 87     | 8,6                      | 10,1                  | 8,6                    | 2,12                 | 0,50               | 4,33                 |
| 1882/83 | 73    | 203    | 18,4                     | 22,9                  | 21,2                   | 4,14                 | 1,73               | 2,40                 |
| 1886 | 94    | 334    | k. A.                    | 24,7                  | 22,8                   | 6,95                 | 1,72               | 4,04                 |
| 1889 | 127   | 589    | k. A.                    | k. A.                 | 32,0                   | 13,25                | 3,68               | 3,60                 |
| 1891 | 127   | 665    | 19,7                     | 34,4                  | 32,6                   | 14,10                | 3,95               | 3,57                 |
| 1893 | 139   | 652    | 25,6                     | 40,1                  | 39,9                   | 15,60                | 5,13               | 3,04                 |
| 1895 | 160   | 792    | 31,5                     | 48,6                  | 53,7                   | 18,31                | 4,94               | 3,70                 |
| 1896 | 182   | 886    | 31,5                     | 47,2                  | 56,9                   | 21,78                | 5,59               | 3,89                 |
| 1897 | 177   | 939    | 34,1                     | 52,9                  | 57,0                   | 22,73                | 5,57               | 4,08                 |
| 1899 | 158   | 760    | 38,1                     | 72,6                  | 57,5                   | 27,64                | 6,57               | 4,20                 |
| ¹ Bis 1883 ging das Geschäftsjahr der NBPf vom 1. Juli bis zum 30. Juni und wurde dann dem Kalenderjahr angepasst. ² Nach 1895 nahm die NBPf keine neuen Strecken mehr in Betrieb, die Angaben der Folgejahre beruhen auf den statistischen Jahrbüchern. |       |        |                          |                       |                        |                      |                    |                      |

### Fahrplan und Tarife
Die Linien der NBPf verkehrten von etwa sechs Uhr morgens bis Mitternacht, wobei die Wagenfolge weitestgehend gleich blieb und lediglich in den Abendstunden vergrößert wurde. Mit dem Ausbau des Netzes verkehrten auf einigen Strecken zwei Linien parallel, so dass sich die Taktzeiten überlagerten. Die Reisegeschwindigkeit lag bei etwa 9–9,5 km/h und wurde erst nach der Elektrifizierung erhöht.
Die NBPf führte auf ihren Strecken zu Beginn einen Teilstreckentarif ein, welcher zu einem Satz von fünf Pfennig pro Kilometer erhoben wurde. Der Preis für eine einfache Fahrt kostete zwischen zehn und 25 Pfennig. Kinder bis zum vollendeten sechsten Lebensjahr wurden unentgeltlich befördert, für zwei Kinder über dem sechsten Lebensjahr wurde der Preis für eine normale Fahrkarte berechnet. Den in Gäblers Wohnungen ansässigen Mietern sollte darüber hinaus eine Fahrpreisermäßigung zugestanden werden, die Umsetzung dieser ist jedoch nicht erwiesen.
Im Sommer 1879 versuchte die NBPf die Abschaffung des Teilstreckentarifs an den Nachmittagen der Sonn- und Feiertage zu bewirken. Sie begründete dies mit der schlechten Wirtschaftslage des Unternehmens und versuchte so ihre Einnahmen zu steigern. Da die GBPfE zu dieser Zeit am Teilstreckentarif festhielt und in der Lage war bis zu 7,5 Prozent Dividende pro Jahr auszuzahlen, verweigerten Polizeipräsidium und Magistrat die Fahrpreiserhöhung.

Wagen an der Endstelle Viehhof im Jahr 1885
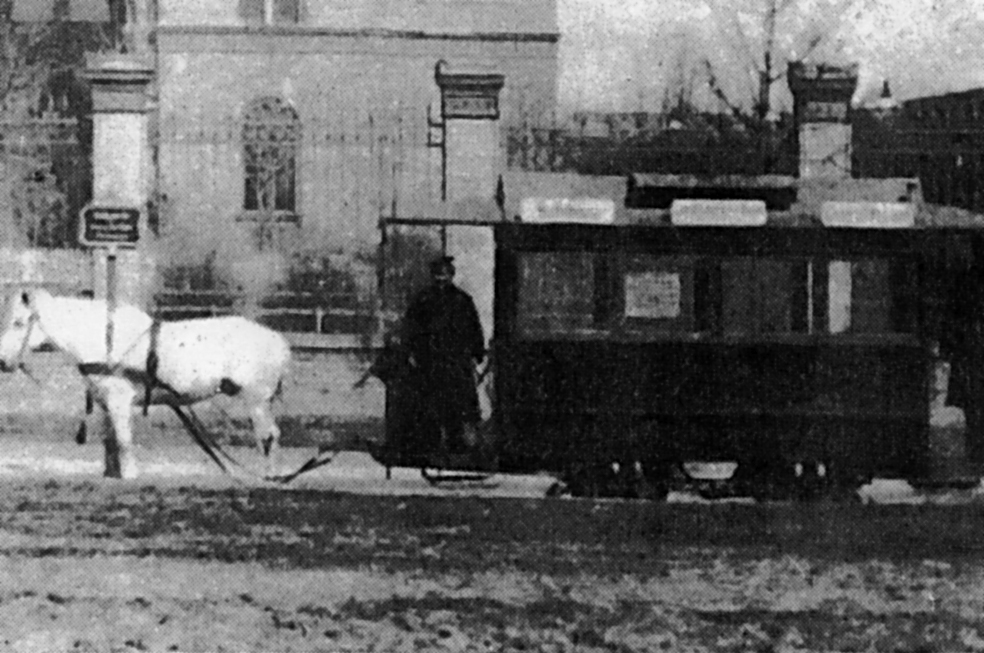
Wagen 20
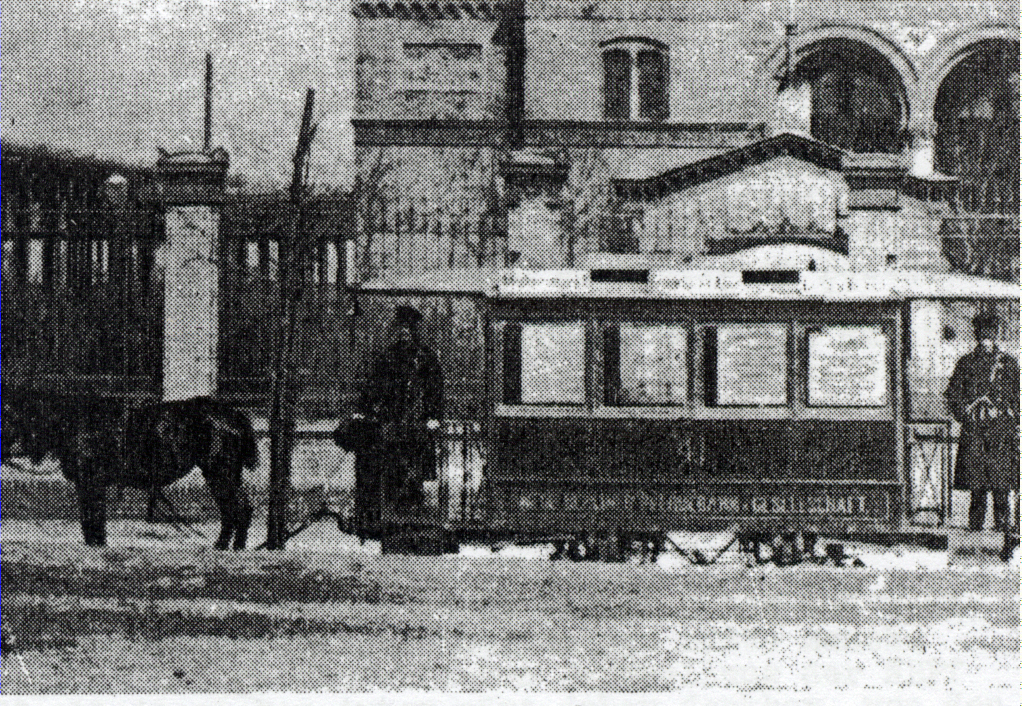
Wagen 41
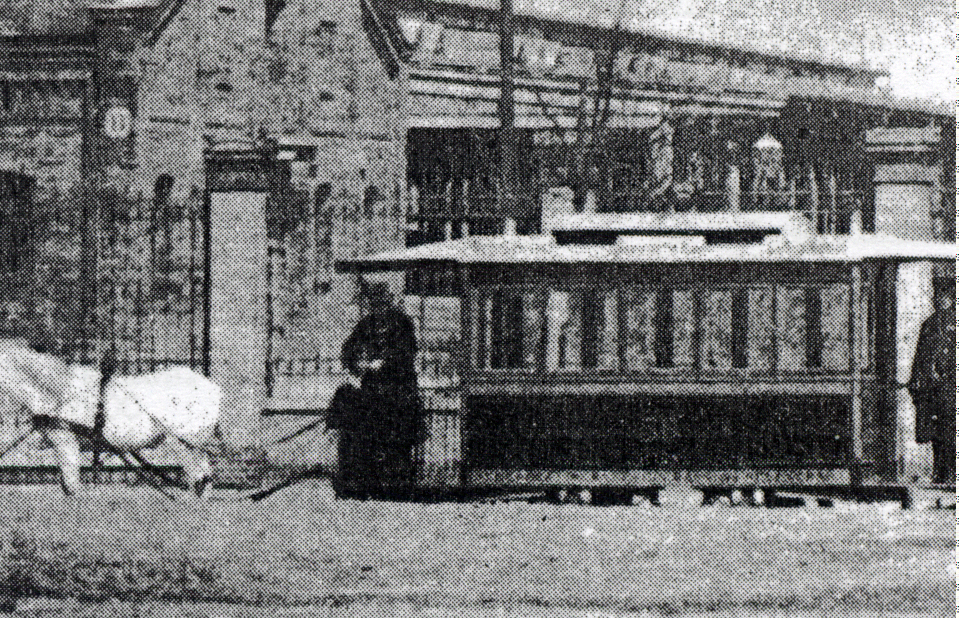
Wagen 58

### Pferde und Wagen
| Jahr | NBPfG | GBPfE | BPfE | ges.  |
| ---- | ----- | ----- | ---- | ----- |
| 1877 | 0,4   | 25,1  | 3,2  |       |
| 1880 | 2,3   | 45,6  | 3,5  |       |
| 1882 | 4,1   | 57,3  | 3,8  | 88,3  |
| 1885 | 6,2   | 77,2  | 3,8  | 116,8 |
| 1890 | 14,1  | 121,3 | 5,6  | 204,0 |
| 1895 | 18,3  | 138,6 | 7,0  | 270,1 |
| 1899 | 27,6  | 187,8 | 11,0 | 414,7 |
| 1900 |       | 236,0 | 13,7 | 458,4 |

Die NBPf beschaffte für den Einsatz auf der Weißenseer Linie zunächst sechs Wagen, welche entsprechend für den Perambulatorbetrieb umgerüstet wurden. Die Wagen glichen mehr Pferdeomnibussen als Pferdebahnwagen, im Unterschied zu diesen waren die Räder vorn und hinten allerdings mit 93 Zentimetern Durchmesser gleich groß ausgeführt. Die Länge betrug 5,45 Meter bei einer Breite von 2,07 Metern, die Innenhöhe des Wagenkastens lag bei 2,17 Metern. Die Wagen hatten eine Leermasse von rund 2,5 Tonnen und wogen damit etwa 650 Kilogramm mehr als herkömmliche Pferdebahnwagen. Das Platzangebot für zehn bis vierzehn Personen war jedoch etwa gleichauf mit diesen. Vorder- und Hinterachse waren durch eiserne Streben miteinander verbunden, so dass ein lenkbares Untergestell entstand. Vor dem rechten Vorderrad war ein Führungsrad mit 42 Zentimetern Durchmesser angebracht. Über einen Hebemechanismus konnte dieses mit einem Spurkranz versehene Führungsrad abgehoben beziehungsweise abgesenkt werden. Da die Radmasse zunächst zu leicht gewählt wurde, sprang das Führungsrad in der Anfangszeit häufig aus dem Gleis, später wurde die Masse heraufgesetzt. Da Bremsen an nur jeweils einem Wagenende vorhanden waren, mussten die Fahrzeuge an den Endstellen gewendet werden. Nach Aufgabe des Perambulatorsystems wurden die zweispännig gefahrenen Wagen in herkömmliche Pferdebahnwagen umgebaut.
Für den konventionellen Pferdebahnbetrieb waren vier Wagentypen im Einsatz: Einspänner, Zweispänner ohne Decksitze vom Typ Metropol, Zweispänner mit Decksitzen sowie ab 1896 auch offene Sommerwagen. Der Wagenpark wurde mit der Erweiterung des Netzes stetig erweitert, wobei auch gebrauchte Fahrzeuge der GBPfE verwendet wurden. Vier Wagen (Nr. 2, 3, 44 und 72) wurden 1882 zudem an die Cöpenicker Pferde-Eisenbahn (CPfE) verkauft, wo sie die Wagennummern 1–4 erhielten.
Ihren größten Fahrzeugbestand besaß die NBPf im Jahre 1896 mit insgesamt 182 Wagen, davon 53 Decksitzwagen, 16 Metropolwagen, 103 Einspänner und zehn Sommerwagen. Im Zuge der Verschmelzung mit der GBPfE wurde der Bestand bis 1899 auf zunächst 158 Wagen reduziert, 41 Wagen wurden letztendlich übernommen und für den elektrischen Betrieb umgerüstet. Mit dem Zusammenschluss der GBS mit den Berliner Elektrischen Straßenbahnen und den Städtischen Straßenbahnen zur Berliner Straßenbahn (BSt) im Jahre 1920 wurden 27 Wagen weiter verwendet und innerhalb der 1920er Jahre ausgemustert. Darunter waren fünf Zweispänner von 1877.
Die Herkunft der Pferde lässt sich nicht mehr genau ermitteln, sie dürften aber wie die Tiere der GBPfE europaweit bezogen worden sein. Die Spanndienste dauerten im Schnitt drei Stunden am Tag. Die einzelnen Tiere wurden nach den jeweiligen Herkunftsgegenden bezeichnet, diese Klassifizierung diente aber vor allem zur Bestimmung der Einsatzmöglichkeiten und Umgangsbedingungen.
| Baujahr   | Hersteller                               | Wagennr.  | ab 1900                                                                             | ab 1920                 | Art           | Anmerkungen                                                       |
| --------- | ---------------------------------------- | --------- | ----------------------------------------------------------------------------------- | ----------------------- | ------------- | ----------------------------------------------------------------- |
| 1876      | Hamburger Wagenbauanstalt Rothenburgsort | 1–6       |                                                                                     |                         | Auslenkwagen  | 1877 Umbau zu Einspännern Wagen 2 und 3 1883 an die CPfE verkauft |
| 1877      |                                          | 7–13      | 11, 15, 189, 233, 272, 310                                                          | 121, 123, 136, 149, 173 | Metropolwagen |                                                                   |
| 1878      |                                          | 14–24     |                                                                                     |                         | Einspänner    |                                                                   |
| 1879      |                                          | 25–33     | 196                                                                                 |                         | Decksitzwagen |                                                                   |
| 1880      |                                          | 34–39     |                                                                                     |                         | Decksitzwagen |                                                                   |
| 1881      | vermutl. Waggonfabrik Ludwigshafen       | 40–61     |                                                                                     |                         | Einspänner    | Wagen 44 1882 an die CPfE verkauft                                |
| 1882      | Herbrand                                 | 62–73     |                                                                                     |                         | Decksitzwagen | Wagen 72 1882 an die CPfE verkauft                                |
| 1883      |                                          | 74–75     |                                                                                     |                         | Einspänner    |                                                                   |
| 1873      | Grums                                    | 76–85     |                                                                                     |                         | Decksitzwagen | 1885 von der GBPfE übernommen                                     |
| 1886      | Wöhlert                                  | 86–89     | 56                                                                                  | 469                     | Decksitzwagen |                                                                   |
| 1886      | Wöhlert                                  | 90–96     | 57, 220                                                                             | 140                     | Metropolwagen |                                                                   |
| 1886      | Wöhlert                                  | 2II–3II   | 194, 242                                                                            | 138, 152                | Metropolwagen |                                                                   |
| 1888      |                                          | 97–106    |                                                                                     |                         | Decksitzwagen |                                                                   |
| 1889–1892 |                                          | 107–139   |                                                                                     |                         | Einspänner    |                                                                   |
| 1893      | Eigenbau der NBPf                        | 140–160   | 200, 201, 207, 210, 211, 214, 231, 237, 241, 243, 246, 249, 294, 296, 297, 300, 306 | 1, 2, 3, 4, 5, 7, 8, 9  | Einspänner    |                                                                   |
| 1893      | Eigenbau der NBPf                        | 44II+72II | 280, 295                                                                            | 6                       | Einspänner    |                                                                   |
| 1896      |                                          | 161–173   |                                                                                     |                         | Einspänner    |                                                                   |
| 1896      |                                          | 174–175   |                                                                                     |                         | Decksitzwagen |                                                                   |
| 1896      | Werkstätten der GBPfE                    | 176–185   | 1166–1175                                                                           | 105–113                 | Sommerwagen   |                                                                   |

### Betriebshöfe

#### Weißensee

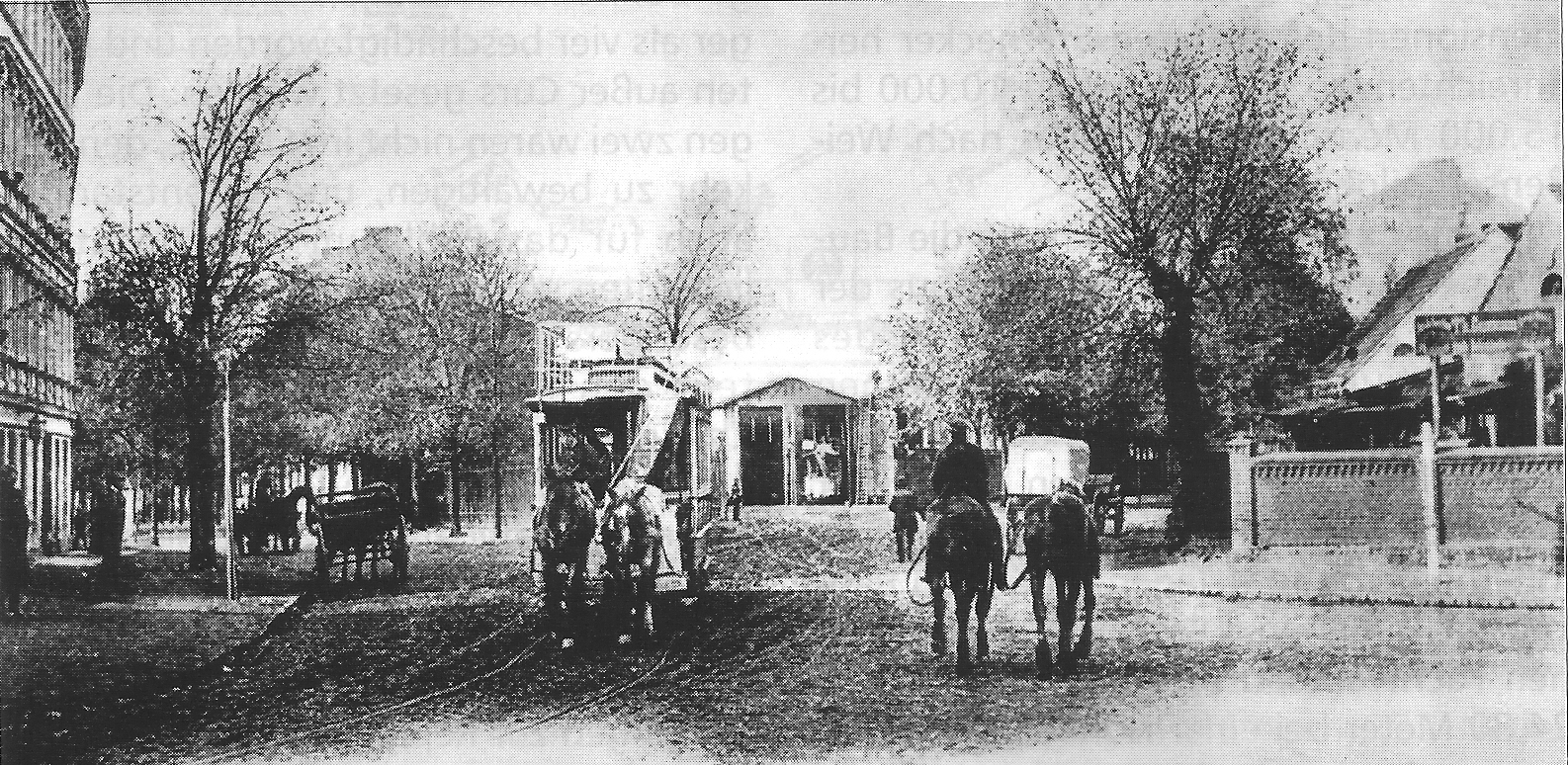
Depot Weißensee zu Pferdebahnzeiten

Das Depot Weißensee befand sich auf dem Grundstück Heinersdorfer Straße (heute Rennbahnstraße) Ecke Große Seestraße und wurde zwischen 1875 und 1877 errichtet. Der Fachwerkbau maß 7,80 × 24,80 Meter Grundfläche bei einer Höhe von 5,00 Metern und hatte auf zwei Gleisen ein Fassungsvermögen für sechs Wagen. Vermutlich verfügte die Remise zunächst nicht über einen Gleisanschluss zur Strecke. Zeitweilig wurde angenommen, dass sich der Standort des Depots für den Perambulatorbetrieb direkt am Schloss Weißensee befunden haben soll. Ausschlaggebend hierfür ist ein Bericht aus dem Niederbarnimer Kreisblatt vom 8. April 1877, in dem über die Reparatur von vier Wagen am Schloss berichtet wird. Dies ist jedoch darauf zurückzuführen, dass in der Wagenhalle selbst nicht ausreichend Platz für eine Untersuchung aller Wagen vorhanden war und diese ferner lediglich zur Unterbringung, nicht aber zur Wartung dieser diente. 1883 erweiterte die NBPf das Depot um weitere zehn Stellplätze, die Halle war nun vierständig auf einer Fläche von 14,83 × 34,90 Metern. 1885 kam es zu einer erneuten Erweiterung. Dabei wurden ein Stall für 104 Pferde, ein Verwaltungs- und Wohngebäude, die Verlängerung des Hallendachs auf 75 Meter Länge sowie die Verlängerung der Halle um zehn Meter für Werkstatt, Schmiede und Beschlaghalle verwirklicht. Bis November 1886 entstanden zwei weitere Ställe, im März 1897 kam ein weiterer hinzu. Die Gesamtfläche der Anlage betrug damit insgesamt 10.161 Quadratmeter. Die GBS verwendete das Depot bis 1901 zunächst weiter für Pferdebahnen und baute es dann für den elektrischen Betrieb um. Es wurden bis 1902 ein neuer Wagenschuppen errichtet und das Verwaltungsgebäude umgebaut, die Pferdeställe wurden in einen Wagenschuppen mit Revisionsgrube und Schlosserwerkstatt umgebaut. Nach dem Umbau hatte das Depot eine Größe von 10.213 Quadratmetern und bot 85 Wagen eine Abstellmöglichkeit. Mit der Eröffnung des Bahnhofs 22 der GBS, dem heutigen Betriebshof Weißensee, in der Bernkasteler Straße wurde der alte Betriebshof an der Großen Seestraße aufgegeben. Auf dem Gelände befinden sich heute Wohnhäuser.

#### Kleine Frankfurter Straße
Für die zunächst unabhängig von der Weißenseer Linie betriebene Pferdebahn nach Friedrichsberg wurde spätestens 1878 eine Wagenhalle in der Kleinen Frankfurter Straße 1–2 in Betrieb genommen, eine frühere Inbetriebnahme ab Sommer 1877 ist jedoch nicht ausgeschlossen. Auf dem Betriebshof befand sich bis zur Betriebsübernahme durch die GBPfE 1894 auch die Verwaltung der NBPf. Im selben Jahr wird eine Grundfläche von 4.464 Quadratmetern angegeben. Die 1900 aus der GBPfE hervorgegangene GBS richtete den Betriebshof noch für den elektrischen Betrieb her, wobei 55 Wagen auf dem Gelände Platz hatten. Er wurde fortan als Betriebshof 21 der GBS geführt. Nach der Eröffnung des Bahnhof 24, dem heutigen Betriebshof Lichtenberg, in der Siegfriedstraße im Jahr 1913 wurde der Betriebshof in der Kleinen Frankfurter Straße geschlossen. An gleicher Stelle befindet sich heute das Kino International.

#### Landsberger Allee
Das Depot entstand bis spätestens 1888 an der Landsberger Allee Ecke Danziger Straße. Der Betriebshof wurde bis zur Umstellung auf elektrischen Betrieb im Jahr 1902 noch genutzt und beherbergte zuletzt 167 Pferde sowie 40 Wagen. Bis zur Umstellung führte die GBS das Depot unter der Nummer 23 und verkaufte es anschließend für 350.000 Mark. Heute befindet sich dort das Gebäude des ehemaligen Sport- und Erholungszentrums.

#### Lichtenberg
Das Lichtenberger Depot entstand 1889 an der Dorfstraße 4 (heute Möllendorffstraße) im Dorfkern der Gemeinde. Es wurde nach der Übernahme durch die GBS für den elektrischen Betrieb bis 1902 umgebaut und unter der Nummer 24 weitergeführt. Auf einer Fläche von 24.932 Quadratmetern konnten insgesamt 80 Straßenbahnwagen abgestellt werden. Der Betriebshof wurde mit der Eröffnung des neuen Lichtenberger Betriebshof in der Siegfriedstraße entbehrlich und am 17. Juli 1913 geschlossen. Er diente danach verschiedenen Zwecken, bevor nach dem Zweiten Weltkrieg auf dem Gelände Wohnhäuser entstanden.